# Acanthocope spinosissima
Acanthocope spinosissima is een pissebed uit de familie Munnopsidae. De wetenschappelijke naam van de soort is voor het eerst geldig gepubliceerd in 1956 door Menzies.